# Lajos Csatay
Vitéz Lajos Csatay de Csataj (Arad, 1º agosto 1886 – Budapest, 16 ottobre 1944) è stato un generale e politico ungherese, ministro della difesa del Regno d'Ungheria durante la seconda guerra mondiale.

## Biografia

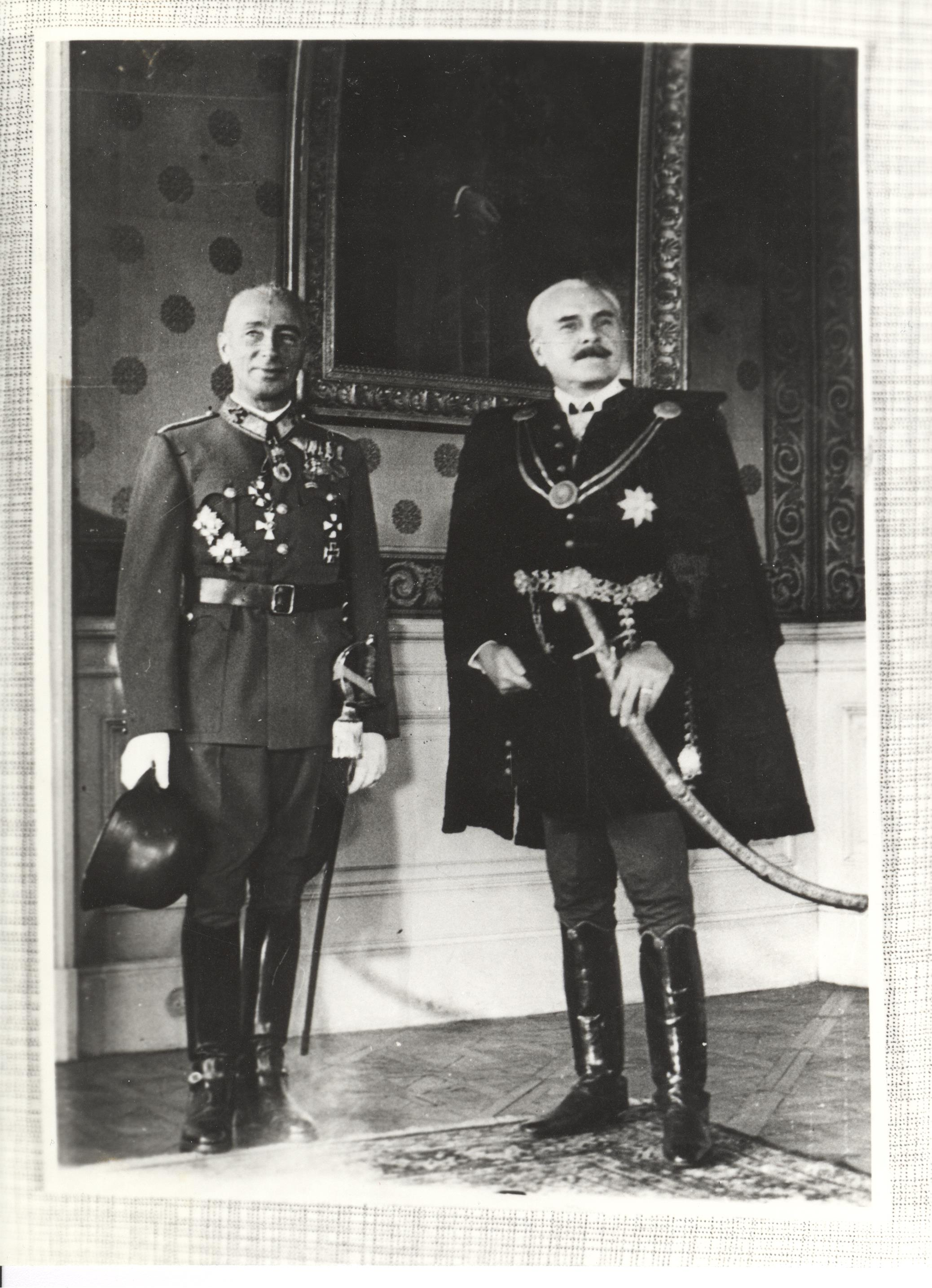
Dr. Kállay Miklós (1887–1967) Primo ministro e Csatay Lajos Ministro della difesa. 13 giugno 1943.

Nato ad Arad nel 1886 con il nome di Tuczentaller, Csatay intraprese la carriera militare nell’esercito comune austro-ungarico come ufficiale di stato maggiore e successivamente di alto comando. Prese parte alla Prima guerra mondiale. Nel 1919 si unì all’Armata Rossa ungherese.
Dal 1919 al 1921 fu docente presso l’Accademia militare di Budapest. Tra il 1921 e il 1926 prestò servizio attivo in varie unità, poi, dal 1926, fu comandante del 1º reggimento d’artiglieria honvéd di Miskolc. Tra il 1933 e il 1941 fu comandante della scuola di tiro, e successivamente divenne comandante dell’artiglieria del V corpo d’armata, nonché della scuola di tiro dell’artiglieria da campo.
Tra il 1941 e il 1942 comandò il IV corpo d’armata honvéd di stanza a Pécs, che guidò in zona di operazioni dal 1º maggio al 3 dicembre 1942. Il 1º febbraio 1943 fu promosso colonnello generale (in ungherese vezérezredes). Dopo un breve periodo al comando della 2ª armata ungherese in sostituzione del ferito Jány Gusztáv, fu nominato comandante della 3ª armata.
Il 12 giugno 1943 accettò l’incarico di ministro della difesa nei governi di Miklós Kállay e successivamente di Döme Sztójay. Più volte tentò di dimettersi, ma l’ammiraglio Horthy riuscì sempre a dissuaderlo.
Rimase in carica fino al 16 ottobre 1944, giorno del fallito tentativo di armistizio da parte di Horthy. In seguito al colpo di Stato filotedesco, fu arrestato dalla Gestapo. Lo stesso giorno, Csatay si suicidò insieme alla moglie.